# Alcalalí
Alcalalí es un municipio de la Comunidad Valenciana, España. Perteneciente a la provincia de Alicante, situado en la comarca de la Marina Alta. Geográficamente Alcalalí se encuentra enclavado en el Valle de Pop, por el que discurre el río Jalón o Gorgos. Tiene una altitud de 240 m sobre el nivel del mar y una extensión de 14 390 000 m². El término se sitúa entre el monte Seguili y el Carrascal. Dista de Alicante 79 km, 96 km de Valencia y 20 km de la costa. Cuenta con una población de 1406 habitantes (INE 2024).

## Barrios y pedanías
Desde 1996 la pedanía de Llosa de Camacho se transformó en Entidad de Ámbito Territorial Inferior al Municipio (EATIM) pasando a gestionar una parte del término municipal.
- Alcalalí (389 habitantes, INE 2016)
- Aldea de las Cuevas (12 habitantes, INE 2016)
- La Solana (547 habitantes, INE 2016)
- La Vereda (27 habitantes, INE 2016)
- Llosa de Camacho (190 habitantes, INE 2016)

### Localidades limítrofes
Sus límites son: al norte, Pedreguer y Benidoleig; al este, Jalón y Llíber; al oeste, Orba, Murla y Parcent y Castell de Castells; y al sur, Tárbena.

## Historia
El rey Jaime I de Aragón tomó Alcalalí a los árabes en 1245 y se lo donó a Doña Berenguela Alonso de Molina en 1268. En 1325 lo adquirió Hugo de Cardona. Hasta el año 1408 Pedro de Castellví fue señor de Alcalalí y Mosquera. En el año 1409 se le otorgó la independencia jurídica. En 1599 Eiximén Pérez Roiç de Lihori lo compró a Martín de Alagón. Quedó despoblado en 1609 debido a la expulsión de los moriscos y en 1610 se otorgó carta puebla a los nuevos vecinos, mayoritariamente de procedencia balear. En 1616 se creó la Baronía de Alcalalí, que comprendía los poblados de La Llosa y la alquería de Mosquera y Beniatía. Fue I Barón de Alcalalí Eiximén Pérez Roiç de Lihori. El último barón fue José Ruiz de Lihory y Pardines, XII Barón de Alcalalí y Mosquera, que falleció en 1920 sucediéndole en el título su hija Soledad Ruiz de Lihory y Resino, XIII Baronesa, VII Marquesa de Villasante y VIII Condesa de Val del Águila. A su fallecimiento, el título pasó a los barones de Llaurí. Soledad Ruiz de Lihory y Sempere es la actual XVII Baronesa de Alcalalí y Mosquera tras recuperar el título nobiliario en ejecución de sentencia (B.O.E. 2 de diciembre de 2008). Solicitó la cesión de sus títulos a su hijo, Jaime Juan de Oleza y Ruiz de Lihory, actual titular.

## Demografía
Alcalalí cuenta con una población de 1406 habitantes (INE 2024).
| Gráfica de evolución demográfica de Alcalalí entre 1842 y 2021 |
| |
| Población de derecho según los censos de población del INE Población de hecho según los censos de población del INEEn 1877 crece el término del municipio porque incorpora a Llosa de Camacho |

| Nacionalidad | Hombres | Mujeres | Total | %      | Proporción |
| ------------ | ------- | ------- | ----- | ------ | ---------- |
| Española     | 288     | 272     | 560   | 41.5 % |            |
| Extranjera   | 384     | 405     | 789   | 58.4 % |            |

| País        | Hombres | Mujeres | Total | %      | Proporción |
| ----------- | ------- | ------- | ----- | ------ | ---------- |
| Reino Unido | 270     | 261     | 531   | 67.3 % |            |
| Alemania    | 11      | 26      | 37    | 4.7 %  |            |
| Francia     | 15      | 12      | 27    | 3.4 %  |            |
| Rumania     | 3       | 6       | 9     | 1.1 %  |            |
| China       | 5       | 3       | 8     | 1.0 %  |            |
| Italia      | 3       | 4       | 7     | 0.8 %  |            |
| Argentina   | 2       | 2       | 4     | 0.5 %  |            |
| Ecuador     | 2       | 2       | 4     | 0.5 %  |            |
| Bolivia     | 0       | 2       | 2     | 0.2 %  |            |
| Rusia       | 0       | 2       | 2     | 0.2 %  |            |
| Bulgaria    | 1       | 0       | 1     | 0.1 %  |            |
| Colombia    | 0       | 1       | 1     | 0.1 %  |            |
| Cuba        | 0       | 1       | 1     | 0.1 %  |            |
| Marruecos   | 1       | 0       | 1     | 0.1 %  |            |
| Polonia     | 0       | 1       | 1     | 0.1 %  |            |
| Portugal    | 1       | 0       | 1     | 0.1 %  |            |
| Venezuela   | 0       | 1       | 1     | 0.1 %  |            |

### Población por núcleos
Desglose de población según el Padrón Continuo por Unidad Poblacional del INE.
| Núcleos          | Habitantes (2012) | Varones | Mujeres |
| ---------------- | ----------------- | ------- | ------- |
| Alcalalí         | 1226              | 616     | 610     |
| Llosa de Camacho | 207               | 106     | 101     |

## Economía
Basada tradicionalmente en la agricultura con predominio del cultivo de la vid y el almendro.

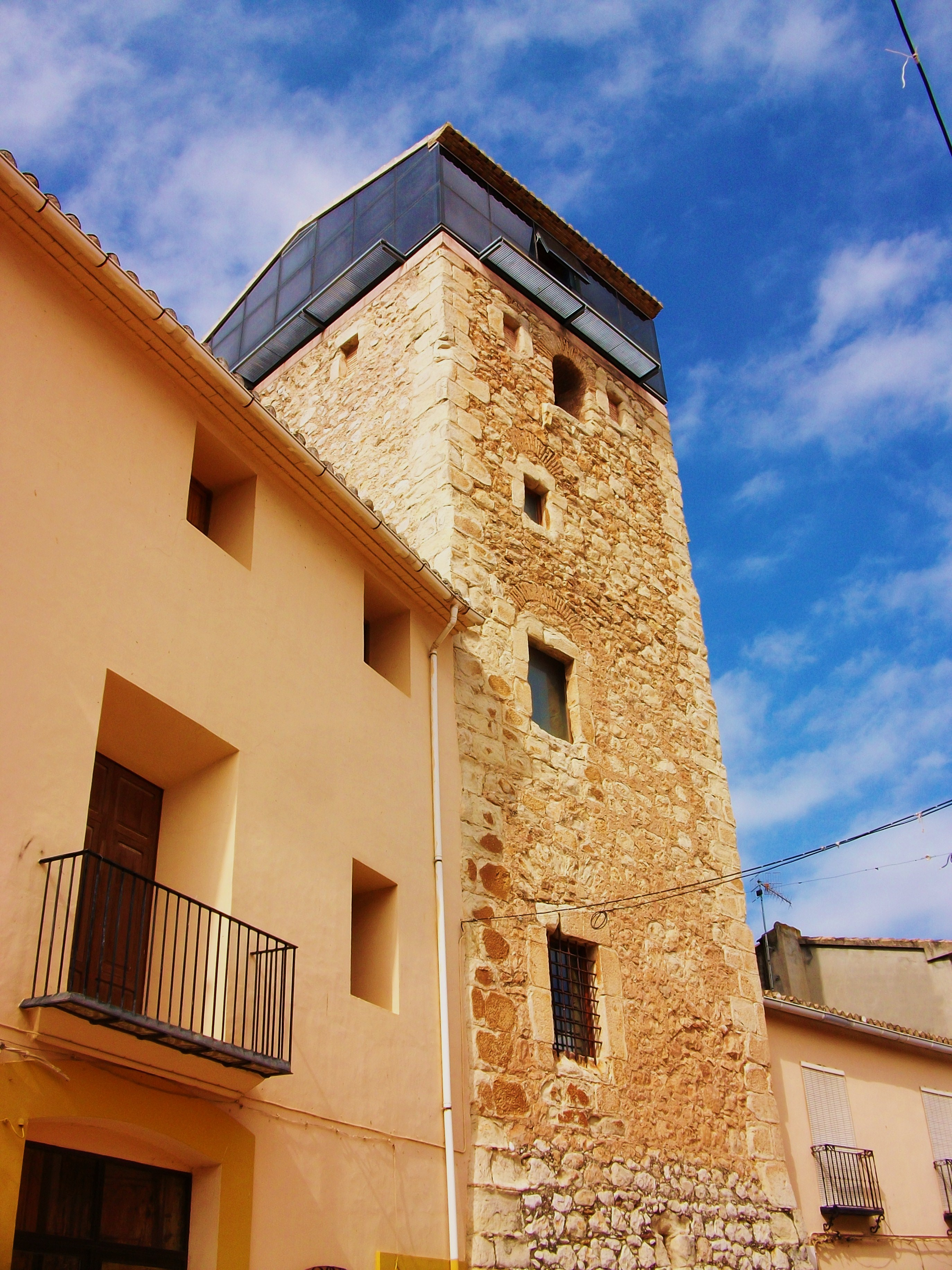
Torre medieval de Alcalalí

## Administración y política
| Elecciones municipales del 28 de mayo de 2023 |         |                       |       |         |            |            |
| Partido                                       | Partido | Candidato             | Votos | Votos   | Concejales | Concejales |
| Compromís per Alcalalí                        |         | Yolanda Molina Tolsma | 296   | 55,43 % | 5          | 1          |
| Partido Popular                               |         | Salvador Pons Mestre  | 167   | 31,27 % | 3          | 1          |
| Alcalalí Decidix                              |         | Pilar Pastor Cruz     | 64    | 11,98 % | 1          | 1          |
| Fuente: Ministerio del Interior (España).     |         |                       |       |         |            |            |

| Periodo   | Nombre                     | Partido   |
| --------- | -------------------------- | --------- |
| 1979-1983 | Pascual Molina Serer       | AI        |
| 1983-1987 | Pascual Molina Serer       | AI        |
| 1987-1991 | Pedro Ferrer Escoda        | PSPV-PSOE |
| 1991-1995 | Miguel Monserrat Cervera   | IND       |
| 1995-1999 | Miguel Monserrat Cervera   | PSPV-PSOE |
| 1999-2003 | Rosa Ferrer Sendra         | PSPV-PSOE |
| 2003-2007 | José Vicente Marcó Mestre  | PP        |
| 2007-2011 | José Vicente Marcó Mestre  | PP        |
| 2011-2015 | José Vicente Marcó Mestre  | PP        |
| 2015-2019 | María Isabel Molina Vicens | Compromís |
| 2019-2023 | María Isabel Molina Vicens | Compromís |
| 2023-act. | Yolanda Molina Tolsma      | Compromís |

## Monumentos y lugares de interés
- Torre Medieval de Alcalalí. Declarada Bien de Interés Cultural.
- Ermita de San Juan Mosquera. Edificio de interés arquitectónico.
- Iglesia de la Natividad de Nuestra Señora

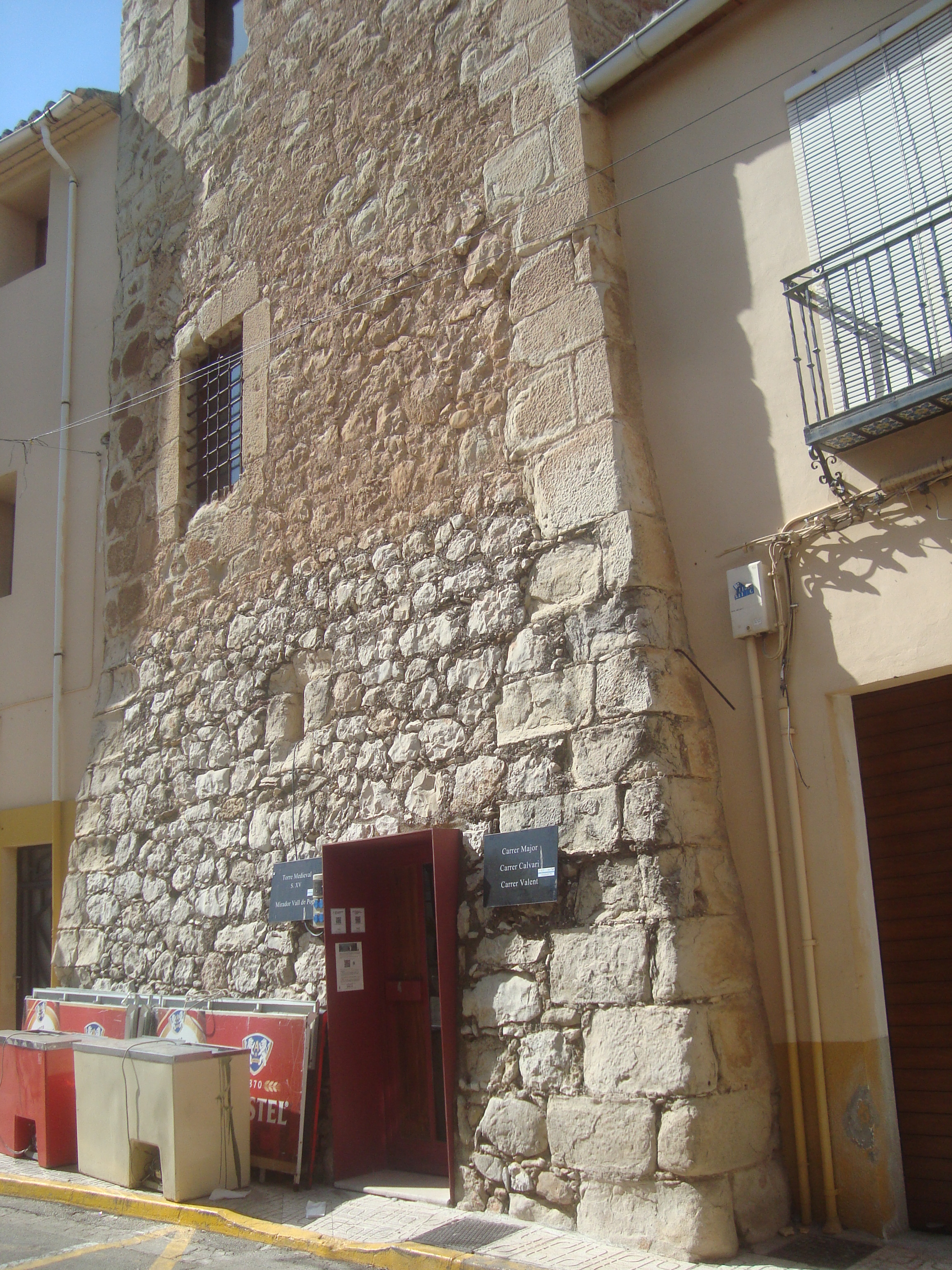
Torre medieval de Alcalalí.

## Fiestas
- Fiestas Patronales. Se celebran en honor de san Juan del día 23 al 26 de junio.
- San Miguel. Se celebran estas fiestas durante la última semana de agosto, con verbenas, concursos y toros en la calle.

Fiestas en honor de san Juan Bautista de Mosquera y al Santísimo Cristo de la Salud.
En Alcalalí, se celebran las fiestas patronales en honor de san Juan Bautista de Mosquera y al Santísimo Cristo de la Salud, los días 24 y 25 de junio, respectivamente. Las fiestas de junio son principalmente de carácter religioso. Las organizan personas voluntarias o elegidas por sorteo, vecinos del municipio.
Existen varios actos, los cuales son fijos todos los años por tradición:
Día 23 de junio:
A las 13:00 horas, volteo general de campanas anunciando el comienzo oficial de las fiestas.
Sobre las 22:00 horas, se realiza la tradicional entrada de San Juan Bautista de Mosquera por la calle Ravalet hasta la iglesia. Esta imagen, durante todo el año, está depositada en la ermita de San Juan Mosquera. El día 23 se traslada en andas por los vecinos hasta la misma entrada del pueblo, llegados allí, se dispara un el tradicional castillo de fuegos artificiales. Después, la imagen portada por los vecinos atraviesa la calle Ravalet, hasta llegar a la iglesia, donde es depositada de nuevo.
A las 24:00 horas comienza la popular verbena que se celebra en la calle Valle de Pop
Día 24 de junio:
A las 9:00 horas, tiene lugar la tradicional "despertá"
Sobre las 12,00 horas tiene lugar la Santa Misa en honor de san Juan Bautista de Mosquera y a las 22.00 horas comienza la procesión a la que asiste todos los vecinos del municipio y de pueblos vecinos.
Día 25 de junio:
Sobre las 12,00 horas se realiza la Santa Misa en honor al Santísimo Cristo de la Salud. Es tradición que antes de la misa mayor el párroco bendiga dos grandes panes de flor. Durante la misa, dentro de la Sacristía, se corta el "Pan Benet", en varios trozos, por la familia Andrés Serer para que después de la misa, los festeros lo puedan repartir, acompañados de la Banda de Música. Cada trozo de pan es guardado todo el año para ir comiéndolo en ocasiones señaladas.
Sobre las 22,00 horas se celebra la procesión en honor al Santísimo Cristo de la Salud. Esta imagen, es portada en andas por un mínimo de 12 de personas, debido a su gran dimensión y peso. Es de gran expectación la salida y entrada de la imagen en la iglesia pues su altura dificulta su paso y los portadores han de agacharse y tocar el suelo para que la imagen pueda pasar. Finalmente, la imagen es depositada sobre un carro con ruedas, para poder realizar la procesión.
Después de la procesión, en la iglesia, se nombran los festeros del próximo año y concluye la fiesta con un gran castillo de fuegos artificiales, al que acuden todos los vecinos para despedir las fiestas.
A las 24:00 horas comienza la verbena y a la 1:30 horas, la verbena se interrumpe y comienza el "correfocs" por las calles del municipio.
Día 26 de junio:
A las 12:00 horas, se celebra la solemne misa en honor al beato Francisco Tomás Serer y en sufragio de todos los hijos difuntos de Alcalalí. Después, en la plaza del Ayuntamiento, se realizan cucañas para los niños. A las 20:00 horas los festeros invitan a todo el pueblo a la tradicional "Cocà", acompañada de vino, aperitivos y helado. La cena se celebra en la plaza del Ayuntamiento y sobre las 21:00 horas comienza la orquesta.
El domingo siguiente, se traslada de nuevo la imagen de San Juan Bautista de Mosquera, a la ermita acompañada por la mayoría del pueblo, cohetes, dulzaina y tabalet. Al final de la fiesta se cantan los gozos de San Juan Bautista de Mosquera.
Fiestas en honor de san Miguel:
Las fiestas de agosto, en principio se celebraban el 29 de septiembre, pero por razones de la climatología y porque en estas fechas los jóvenes empezaban los estudios, se acordó trasladarlas al último fin de semana de agosto. El sábado, sobre las 12,00 horas se realiza la santa misa en honor de san Miguel y a las 22,00 horas la procesión. Normalmente, el último acto fijo de estas fiestas, es una cena popular en la plaza, amenizada por un grupo musical.
Además de todos estos eventos tradicionales que se realizan en las fiestas de San Juan Bta., Santísimo Cristo de la Salud y San Miguel, se realizan actuaciones de teatro, grupos folclóricos, parques infantiles, payasos, cucañas, concursos de paellas, y por las noches la actuación de varias orquestas.